# Przylasek (Srokowo)
Przylasek (dt.Waldau) ist eine nicht mehr bewohnte Ortsstelle in der polnischen Woiwodschaft Ermland-Masuren im Gebiet der Gmina Srokowo (Landgemeinde Drengfurth) im Powiat Kętrzyński (Kreis Rastenburg).

## Lage
Die Ortsstelle Przylasek liegt in der nördlichen Mitte der Woiwodschaft Ermland-Masuren, 14 km  südöstlich der früheren Kreisstadt Gerdauen (heute russisch Schelesnodoroschny) sowie 23 km nordöstlich der heutigen Kreisstadt Kętrzyn (Rastenburg).

## Geschichte
1258 gegründet, gehörte Waldau zum Kirchspiel Arnau. Zwei samländische Ritter des Deutschen Ordens hatten schon 1264 eine Burg angelegt. Ab 1457 diente sie den Hochmeistern zeitweilig als Sommerresidenz. Um 1860 für Akademiezwecke umgebaut, beherbergte das Schloss Ostpreußens erste landwirtschaftliche Hochschule (1858). Nachdem sie 1868 nach Königsberg verlegt worden war, diente der Bau als Lehrerseminar, das früher mit dem Königlichen Waisenhaus verbunden war und nach dem Ersten Weltkrieg aufgelöst wurde.
Waldau war bis 1945 ein Gut innerhalb der Gemeinde Groß Bajohren (1938 bis 1945 Großblankenfelde, polnisch Bajory Wielkie) im ostpreußischen Kreis Rastenburg. Im Jahre 1826 wurde der „Hof Waldau“ gegründet. Dazu heißt es am 7. August 1826 im Amtsblatt der königlichen preußischen Regierung zu Königsberg:

„Daß dem, von den zum Königl. Domainen-Amte Wandlacken, landräthlich Gerdauenschen Kreises, gehörigen Dorfe Groß Bajohren gebildeten, zur Kirche Nordenburg eingepfarrten, zwischen den Feldmarken des Dorfes Groß Bajohren, des Vorwerks Sechserben und des Vorwerks Adolphshoff belegenen, und aus zwei Wohnhäusern und drei Wirthschaftsgebäude bestehenden köllmischen Abbau der Name Hof Waldau mit Genehmigung der Königl. Regierung von Ostpreußen beigelegt worden, wird hiermit zur öffentlichen Kenntniß gebracht.“

1885 zählte Waldau 23 Einwohner, 1905 waren es noch 13.
Der Gutsort kam 1945 mit dem gesamten südlichen Ostpreußen zu Polen und erhielt die polnische Namensform „Przylasek“. Ob er damals von Neusiedlern belegt wurde oder verlassen blieb, ist unbekannt. Przylasek gilt heute als aufgegeben und damit als Wüstung innerhalb der Landgemeinde Srokowo (Drengfurth) im Powiat Kętrzyński (Kreis Rastenburg) in der Woiwodschaft Ermland-Masuren.

## Kirche
Bis 1945 war Waldau in die evangelische Kirche Nordenburg (heute russisch Krylowo) in der Kirchenprovinz Ostpreußen der Kirche der Altpreußischen Union sowie in die katholische Kirche Angerburg (polnisch Węgorzewo) im damaligen Bistum Ermland eingepfarrt.

## Verkehr
Die Ortsstelle von Przylasek ist lediglich auf einem Landweg von Osikowo (Leitnerswalde) aus zu erreichen. Waldau war bis 1945 eine Bahnstation an der Rastenburger Kleinbahnen. Sie wurde nach 1945 nicht reaktiviert.

## Weblink
- Historische Fotos von Waldau